# Kiko (futbolista)
Francisco Miguel Narváez Mochón (Jerez, Cádiz, 26 de abril de 1972),
más conocido como Kiko Narváez, es un exfutbolista español. Actualmente, es comentarista y analista de fútbol en prensa (Diario AS), radio (Cadena SER) y televisión (Mediaset España).
Formado en la cantera del Cádiz desde categoría infantil, ocupaba la demarcación de delantero. Fue un jugador que destacó por su técnica y talento, a lo que aunaba la altura y envergadura de un delantero centro clásico. Desarrolló la mayor parte de su carrera en el Atlético de Madrid, club al que perteneció ocho temporadas (1993-2001), logrando un «Doblete» en la 1995/96.
Fue internacional absoluto con España (1992-1998), totalizando 26 partidos y 4 goles. Disputó dos fases finales, Eurocopa 1996 y Mundial 1998. Previamente, pasó por la selección sub-21 y la selección olímpica que logró el oro en Barcelona '92, anotando el gol de la victoria en la final.

## Trayectoria
Comenzó su formación en diversos clubes de Jerez de la Frontera, incluyendo el Xerez CD y el CD Pueblo Nuevo. Aunque comenzó a jugar como portero, pronto cambiaría su demarcación por la de delantero.

### Cádiz
Con trece años pasó a formar parte de las categorías inferiores del Cádiz Club de Fútbol, donde se declara admirador de Mágico González. Su debut en la Primera división de la liga española de fútbol tiene lugar el 14 de abril de 1991 en el partido Cádiz Club de Fútbol-Athletic Club, con un resultado final de 2-3.
Durante las dos temporadas siguientes contribuye decisivamente a mantener al equipo en la máxima categoría española. Un buen ejemplo es el partido de la última jornada de la temporada 1990-91 en el que el Cádiz Club de Fútbol se jugaba la permanencia contra el Real Zaragoza. Kiko entró en el minuto 65, con su equipo perdiendo por un gol, y le dio la vuelta al partido. En el 81 provocó un penalty que fue transformado por Dertycia, empatando así el encuentro. Dos minutos después, Kiko anotó el 2-1 con el que el Cádiz salía de los puestos de descenso.

### Atlético de Madrid
En el verano de 1993 ficha por el Club Atlético de Madrid. Sus dos primeras temporadas no son tan buenas como cabría esperar, posiblemente a causa de la inestabilidad constante en la que vivía el club (hasta nueve entrenadores distintos pasaron por el banquillo rojiblanco en dos temporadas). Anota 5 goles en la primera y 9 en la segunda, pero apenas deja muestras de la calidad exhibida en Cádiz.
La llegada de Radomir Antić al banquillo en la temporada 95-96 termina con los rumores que situaban a Kiko lejos del Estadio Vicente Calderón. El entrenador serbio confía en el jerezano, que se convierte en parte fundamental del equipo que consigue «El Doblete», al alzarse con Liga y Copa en esa misma campaña. Kiko termina con 11 goles y forma junto a Luboslav Penev (16 goles) una de las mejores parejas de delanteros del momento. Algunos otros integrantes de ese equipo eran Diego Pablo Simeone, Milinko Pantić, José Luis Pérez Caminero o José Francisco Molina.
La siguiente temporada, aunque menos exitosa en cuanto a títulos, es una de las mejores de Kiko como futbolista. En la temporada 96-97 el equipo solo llega al quinto puesto, pero Kiko con 36 partidos jugados y 13 goles bate su propio récord de anotación. Además debuta en la Liga de Campeones de la UEFA, competición en la que juega 7 partidos y anota 2 goles antes de que el Club Atlético de Madrid sea eliminado en cuartos por el Ajax de Ámsterdam.
Kiko sigue jugando en el Club Atlético de Madrid hasta completar ocho temporadas, jugando la última de ellas en Segunda División tras el descenso de la temporada 99-00. Tras dos meses de iniciar el año, con el Club Atlético de Madrid en puestos de descenso a 2.ªB, viajó a Milán para fichar por el AC Milan, pero el tobillo maltrecho frustró su fichaje por el equipo rossonero. Esto le granjeó mala fama en un sector de la afición colchonera. Su manera de celebrar sus goles como "El Arquero" se hizo muy popular; algunos jugadores como Fernando Torres o Daniel Güiza siguen celebrando sus tantos de esta manera a modo de homenaje.

### Extremadura
Tras salir del Atlético de Madrid, estuvo a punto de fichar por la S.S. Lazio, pero el fichaje de Gaizka Mendieta y la mediación del club rojiblanco desaconsejando su fichaje, frustraron la operación. Finalmente fue contratado por el Extremadura, en el que permaneció media temporada, antes de su retirada a la temprana edad de 30 años, a consecuencia de sus dolencias en los tobillos. Nárvaez totalizó 271 partidos y 60 goles en Primera División.

## Selección nacional

### Selección olímpica
Kiko formó parte del equipo olímpico que conquistó la medalla de oro en los Juegos Olímpicos de Barcelona 1992. En la final disputada en el Camp Nou, hizo un doblete y anotó en el último minuto el gol de la victoria por 3-2 ante Polonia.

### Selección absoluta
Internacional absoluto en 26 ocasiones y autor de cuatro goles, su debut fue el 16 de diciembre de 1992 en el Estadio Ramón Sánchez-Pizjuán de Sevilla, formando parte como titular en el partido España 5–0 Letonia.
En cuanto a torneos internacionales, Narváez fue convocado por el seleccionador nacional Javier Clemente para la Eurocopa 1996. No jugó el primer partido, salió como suplente en el segundo y por fin fue titular en el tercer partido de la primera ronda. En los cuartos de final ante Inglaterra repitió titularidad, anotando además un gol que fue polémicamente invalidado por el árbitro.
El de Baracaldo volvió a contar con Kiko para el Mundial de Francia 1998. La selección fue eliminada en la primera ronda, pero Kiko participó en los tres encuentros (tan solo en el primero como titular) contra Nigeria, Paraguay y Bulgaria, anotando un gol contra esta última.

### Participaciones en fases finales
| Torneo        | Sede       | Resultado        |
| ------------- | ---------- | ---------------- |
| Eurocopa 1996 | Inglaterra | Cuartos de final |
| Mundial 1998  | Francia    | Primera fase     |

## Estadísticas
| Club                       | País   | Años      | PJ (Goles) |
| -------------------------- | ------ | --------- | ---------- |
| Cádiz Club de Fútbol       | España | 1990-1993 | 78 (12)    |
| Club Atlético de Madrid    | España | 1993-2001 | 225 (48)   |
| Club de Fútbol Extremadura | España | 2002      | 11 (1)     |

## Palmarés

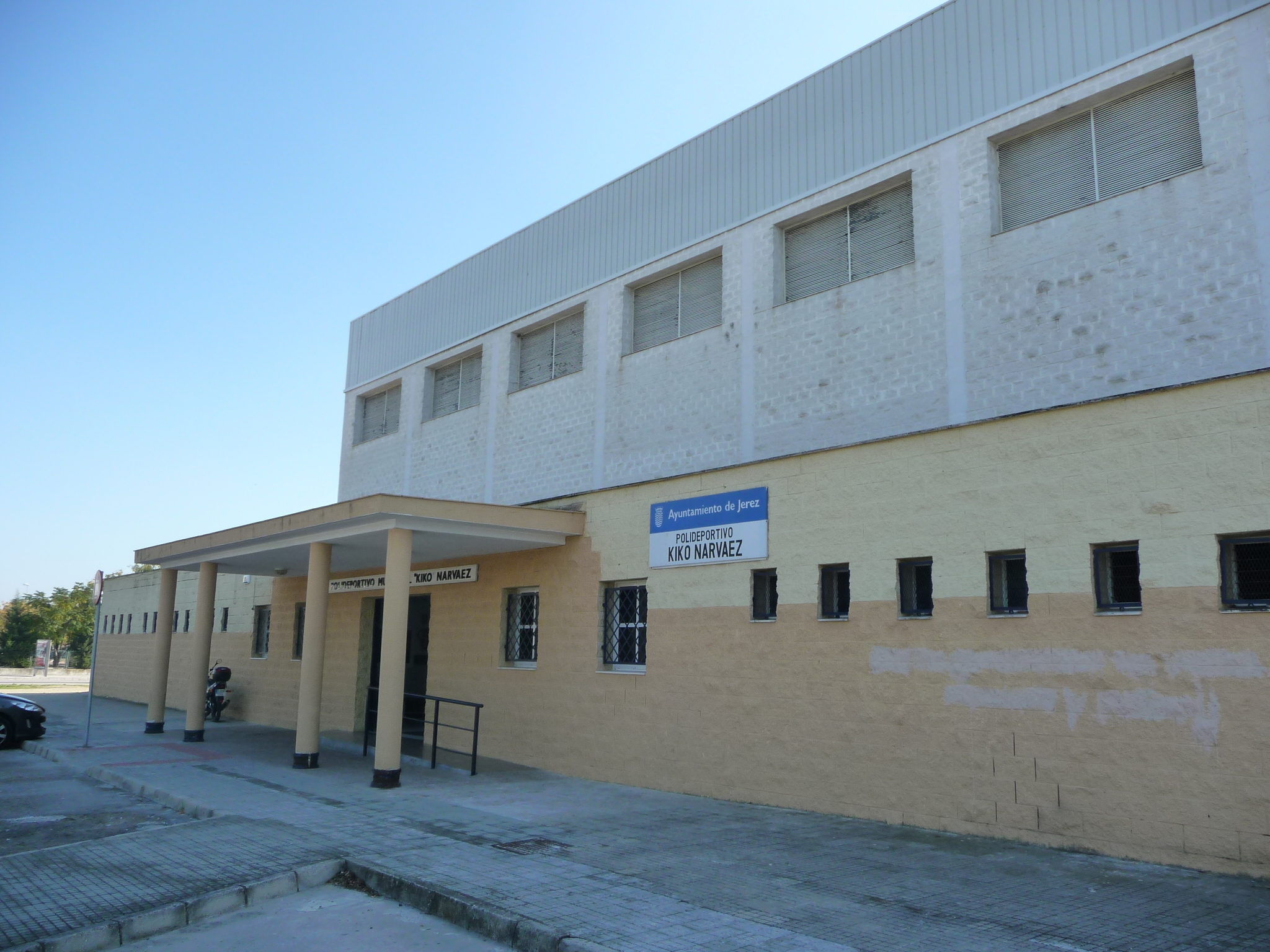
Polideportivo Kiko Narváez en Jerez.

### Campeonatos nacionales
Club Atlético de Madrid
- Campeonato Nacional de Liga (1): 1995-96.
- Copa de SM el Rey (1): 1995-96.

### Campeonatos internacionales
Selección olímpica española (sub-23)
- Juegos Olímpicos de Barcelona 1992.

### Condecoraciones
- Medalla de Andalucía: 1998.[10]

## Medios de comunicación
Cadena COPE, TVE, La Sexta y Movistar+
Tras su retirada como futbolista, Kiko ha estado trabajando como comentarista en los principales medios de comunicación del país. Inició su periplo en radio con José Antonio Abellán en la COPE (2001-2006), y en Televisión Española, como comentarista de partidos junto al narrador Juan Carlos Rivero (2004-2006) y como copresentador de «El Rondo» en La 2 (2005-2006). En 2006, se incorporó a la nueva cadena nacional-generalista La Sexta, como comentarista junto a Julio Salinas y al narrador Andrés Montes, del partido de Liga en abierto de la noche de los sábados (2006-2011), y como copresentador junto a Patxi Alonso, del programa dominical «Minuto y resultado» (2007-2009). A su vez, fue contertulio habitual en programas futbolísitcos de la plataforma de pago Digital+, posteriormente Movistar+ (2011-2018).
Cadena SER, Diario AS y Mediaset España
Desde agosto de 2011, colabora en prensa escrita con Diario AS, en radio con Cadena SER («Carrusel Deportivo» y «El Larguero») y en televisión con Mediaset España (Cuatro y Telecinco). Como comentarista televisivo en Mediaset España, ha comentado los partidos de España junto a José Antonio Camacho y al narrador Manu Carreño, en las fases finales de la Eurocopa 2012, el Mundial 2014, la Eurocopa 2016, el Mundial 2018 y la Eurocopa 2020. A su vez, comentó en Cuatro el partido en abierto de Liga Europa (2011-2015), y el partido en abierto de cada jornada de Primera División (2013-2015), además de varias finales de Copa y Supercopa de España.
Publicidad
Además de su trabajo en los medios, ha protagonizado numerosas campañas publicitarias para firmas como «H&S», en el que bajo el eslogan "qué tienen los hombres en la cabeza", salía en un descapotable promocionando la conocida marca de champús. También ha hecho promoción de varias casas de apuestas, de los cromos ligueros de «Panini» o de agua mineral «Lanjarón».

## Filmografía
- Retransmisión TVE (08/08/1992), «Final Olímpica de fútbol, Barcelona'92: Gol final de Kiko (3–2)» en Youtube
- Reportaje TVE (20/12/2006), «El doblete del Atleti (1996), "La imagen de tu vida" (TVE)» en Youtube[20]
- Reportaje Canal+ (21/01/2013), «Fiebre Maldini: 'El arquero Kiko Narvaez'» en Youtube[21]
- Reportaje AS/tv (24/05/2016), «20 aniversario del Doblete, por Kiko Narváez» en Youtube